# Coupe de la Ligue anglaise de football 1972-1973
Navigation
1971-1972 1973-1974
La Coupe de la Ligue anglaise de football 1972-1973 est la treizième édition de la Coupe de la Ligue anglaise de football, elle regroupe les 92 meilleurs clubs d'Angleterre.
La compétition est remportée par Tottenham Hotspur, qui bat Norwich City en finale au Stade de Wembley à Londres sur le score de 1 à 0.

## Format
Les 20 clubs de la Premier League et les 72 clubs de la Football League sont conviés à la compétition.
Jusqu'aux quarts de finale les rencontres se disputent sur un seul match. En cas d'égalité après le temps règlementaire, une prolongation de deux fois 15 minutes est jouée. S'il n'y a pas de vainqueur au bout de la prolongation, le match est rejoué chez le club visiteur. A partir des demi-finales, les matchs sont joués en aller et retour, en cas d'égalité au score cumulé un troisième match est joué.
La finale est jouée en un match unique à Wembley.

## Calendrier
| Tour           | Date principale               |
| -------------- | ----------------------------- |
| premier tour   | 16 août 1972                  |
| deuxième tour  | 5 septembre 1972              |
| troisième tour | 3 octobre 1972                |
| quatrième tour | 31 octobre 1972               |
| cinquième tour | 21 novembre 1972              |
| demi-finales   | décembre 1972 et janvier 1973 |
| finale         | 3 mars 1973                   |

## Demi-finales
| Équipe 1                | Résultat | Équipe 2          | Aller | Retour |
| ----------------------- | -------- | ----------------- | ----- | ------ |
| Wolverhampton Wanderers | 3 - 4    | Tottenham Hotspur | 1 - 2 | 2 - 2  |
| Chelsea FC              | 0 - 3    | Norwich City      | 0 - 2 | 0 - 1  |

## Finale
La finale se déroule le 3 mars 1973 au Stade de Wembley à Londres. Tottenham Hotspur remporte sa deuxième Coupe de la ligue sur un unique but de Ralph Coates (en) et devient le premier club à remporter la Coupe deux fois.
| Finale de la Coupe de la Ligue anglaise 1972-1973 | Tottenham Hotspur | 1 – 0   | Norwich City | Wembley, Londres      |                       |
| 3 mars 1973                                       |                   | (0 – 0) |              | Spectateurs : 100 000 | Spectateurs : 100 000 |